# Керем Бюрсін
Керем Бюрсін (тур. Kerem Bürsin; нар. 4 червня 1987, Стамбул, Туреччина) — турецький актор, відомий за роллю в таких проєктах, як «В очікуванні сонця», «Справа честі» і «Постукай в мої двері».

## Біографія

### Дитинство і юність
Керем Бюрсін народився 4 червня 1987 року в Стамбулі. Мати Чігдем — домогосподарка, батько Ібрагім Памір — бізнесмен, який керував міжнародною компанією. Крім Бюрсіна, у сім'ї виховувалася донька Меліс, старша за Керема на три роки.
Дитячі роки в біографії хлопця були насиченими. Перший переїзд відбувся, коли йому не виповнилося й року. За службовим обов'язком батьки зі Стамбула вирушили до Шотландії, але і там надовго не затрималися. Наступною точкою стала Індонезія, де сім'я прожила до 5-го дня народження Керема. Бюрсін жив у таких країнах, як Шотландія (Едінбург), Індонезія (Медан, Джакарта), Об’єднані Арабські Емірати (Абу-Дабі, Дубай ), Туреччина (Анкара, Стамбул), Малайзія (Куала-Лумпур), США (Техас, Бостон, Лос-Анджелес). Але це анітрохи не зашкодило вихованню дітей в сім'ї. Актор зізнався, що роз'їзди допомогли йому сформувати характер. Уже в дитинстві у Керема з'явилися повага до інших національностей і інтерес до культури різних країн. «Ви навчаєтеся поважати думку людей усіма можливими способами. У той же час ви вчитеся бути відкритими до різних ідей. Перш за все, ви на 100% стаєте відкритими до будь-якої позитивної та негативної критики. Звичайно, це показало мені, наскільки насправді багатий наш світ. Ваші горизонти розширюються... Ви вчитеся жити разом з людьми, які відрізняються від вас, незалежно від їхніх поглядів, переконань чи культури», — розповів Керем для Esquire у 2017 році.
Окрім цього, Керем навчився поважати людей незалежно від їхнього статку, положення та походження, піклуватися про тварин і навколишнє середовище: «Я взяв на себе відповідальність допомагати в дуже молодому віці. У середній школі я проводив три дні на тиждень з дітьми, які зазнали насильства. Ми ходили з ними в кіно, вечеряли з ними, розмовляли з ними, щоб зробити позитивний внесок у їх життя в дуже молодому віці. Також я дізнався, як важливо допомагати тваринам. Ми зациклені на непотрібних речах у житті, переживаємо за себе. Участь у проєктах соціальної відповідальності дуже важлива для того, щоб бути з тими, хто потребує допомоги, підтримувати їх і позитивно впливати на життя людей», — Esquire 2017.
Його батьки живуть в штаті Техас (США). Про дитинство актор згадує і говорить в інтерв'ю з великим захопленням. «Звичайно, з віком ти краще розумієш, що сім’я означає все. Тому що куди б ви не поїхали, усе змінюється: від людей навколо вас до культури життя, в якому ви живете. Тому ти лише наодинці з родиною. З часом вони стають вашими найближчими друзями. Ви вчитеся робити все разом, адаптуватися до спільного життя та спілкуватися один про одного», — Esquire 2017.
У 1999 році у віці 12 років він разом з сім'єю переїхав до США. У підлітковому віці він задумався про кіно і створив зі шкільними друзями власну рок-групу. «Після школи ми збиралися з друзями, грали як божевільні та давали концерти. В якийсь момент свого життя я хотів цікавитися тільки музикою. Звичайно, моя сім'я не сприйняла цю ідею добре», — Esquire 2017.
Закінчивши школу, він переїжджає в Бостон, де вступає до коледжу Емерсон і також бере уроки акторської майстерності поки вчиться. Однак батько хотів, щоб син присвятив себе серйозній справі, яка дасть професійні навички і посприяє кар'єрному і соціальному зростанню. Схвалення впало на маркетологів.
Щоб не засмучувати батьків, Керем вступив до вузу в Лос-Анджелесі. Але навчання давалося важко, а голову не покидали думки про великий екран. Хлопець розумів, що освіта і зв'язки батька забезпечать безтурботне майбутнє, а душа тягнулася до фільмів. Вибір був зроблений. Варто сказати, що мати підтримала сина в цей момент.
Він був обраний кращим актором театру на конкурсі в середній школі в США. Перш ніж стати актором, він працював водієм, офіціантом, вишибалою. Керем володіє привабливою східною зовнішністю, що дозволило йому реалізуватися в якості фотомоделі, хоча він прямо каже, що не вважає себе надто гарним.
Бюрсін раніше знімався в американських телевізійних фільмах, включаючи «Акуловосьминіг» (Sharktopus) в 2010 році. 9 вересня 2013 він з'явився в рекламі Line. Велику популярність він здобув після ролі Керема Сайера в серіалі «В очікуванні сонця». У 2016 році він був обличчям бренду Mavi Jeans разом зі своєю колишньою дівчиною Серенай Сарикая. Бюрсін стежить за голівудсько-турецькими постановками і вважає за краще використовувати англійську та турецьку мови в акторській грі. Алтан Денмез запросив Бюрсіна на головну роль в свій наступний серіал «Справа честі». Йігіт Килич у виконанні Бюрсіна вийшов зухвалим і хитрим, розпусним і егоїстичним. Потім у творчій кар'єрі Керема настала перерва. До акторської роботи він повернувся в 2017 році з багатосерійною драмою Чагрів Віла Лостували і Ендер Міхлара «Це місто піде за тобою». У 2020 році Бюрсін був запрошений на головну роль в серіалі «Постукай у мої двері» разом з Ханде Ерчел.

### Особисте життя
Про особисте життя Керем говорить з журналістами неохоче, але деякі відомості про його стосунки з дівчатами все-таки стають надбанням громадськості. Після переїзду в Туреччину у Бурсіна почався роман з колегою Ягмур Танрисевсін. Союз проіснував рік, після чого пара розлучилася. Сам Керем не пояснював причини розлучення, але його друзі розповіли, що всьому виною став характер супутниці актора: йому дошкуляли її капризи і розбещеність.
З 2016 у артиста був роман з колегою по зйомках в рекламі Mavi Серенай Сарикая. Він зізнався, що це найдовші та найщасливіші його стосунки. Окрім того, в інтерв'ю журналу «Grazia» чоловік повідомив: йому завжди було важко закохуватися. При цьому знаменитість шанобливо ставиться до жінок. Говорять, що Бюрсін готовий був взяти в дружини обраницю і навіть зробив дівчині пропозицію, але Серенай зажадала складання шлюбного контракту. Розбіжності привели до конфліктів, молоді люди так і не прийшли до єдиного рішення. Наскільки правдива ця інформація — невідомо, але пара тихо та мирно розійшлася в 2019 році. 
День у проміжку 2020 і 2021 рр. завʼязалися стосунки між Керемом і Ханде Ерчел, його партнеркою по серіалу «Постукай у мої двері». Пара стала головною новиною турецьких ЗМІ, але зрештою розійшлася в 2022 році.
Варто зазначити, що Керем не наслідує «традицію», яка притаманна багатьом турецьким зіркам, і не пориває всі звʼязки з колишніми або їхніми товаришами. Так, Керем до сих пір підписаний на Серенай Сарикая та сестру Ханде Ерчел, Ґамзе Ерчел (інформація станом на серпень 2023 року).

## Благодійність
У 2014 році він був одним із акторів, які брали участь у Ice Bucket Challenge для підтрики людей з SAL.
2 квітня 2015 року він з’явився в рекламному відео за гендерну рівність кампанії #Ido руху HeForShe Організації Об’єднаних Націй з гендерної рівності та розширення прав і можливостей жінок, за участю акторів Мерта Фірата, Буґри Гюльсой , Серкана Алтунорак, Сарпа Левендоглу та актрис Фарах Зейнеп Абдулла, Арзум Онан , Озге Озпірінчі та Сельми Ергеч. У грудні 2021 року Керем Бюрсін став першим турецьким представником руху .
8 жовтня 2015 року Бюрсін виступає з промовою в Стамбулі під час конференції «Розширення прав і можливостей дівчат через освіту», організованої Фондом «Айдин Доган» у співпраці з ЮНІСЕФ, ЮНФПА та ООН-Жінки в рамках першого Міжнародного дня дівчат, присвячений темі «Сильніші дівчата, сильніші і завтра».
У 2017 році, щоб відзначити 70-річчя ЮНІСЕФ у Туреччині, Бюрсін і письменниця Айше Кулін очолили аукціон пожертвувань для дітей на щорічній гала-церемі Фонду.

## Фільмографія

### Фільми
| Рік  | Оригінальна назва     | Назва українською      | Роль                     | Примітки                    |
| ---- | --------------------- | ---------------------- | ------------------------ | --------------------------- |
| 2006 | Thursday              | Четвер                 | Grauss                   |                             |
| 2007 | Strawberry Melancholy | Полунична меланхолія   | Travis                   | Незалежне американське кіно |
| 2010 | Wendigo               | Вендиго                | Andy                     | Незалежне американське кіно |
| 2010 | Sharktopus            | «Акуловосьминіг»       | Andy Flynn               | Телевізійний фільм          |
| 2013 | Lanetliler Sarayı     | Палац Проклятих        | Adam                     | Телевізійний фільм          |
| 2014 | Unutursam Fısılda     | Прошепоти, якщо забуду | Erhan                    | Кінофільм                   |
| 2018 | İyi Oyun              | Хороша гра             | Rüzgâr                   | Кінофільм                   |
| 2018 | Can Feda              | Чи може Феда?          | Kaptan Pilot Onur Keskin | Кінофільм                   |
| 2020 | Eflatun               | Ефлатун                | Oflaz                    | Незалежне кіно              |
| 2022 | A Todo Tren 2         | Todo Tren 2            |                          | Іспанський фільм            |

### Телевізійні серіали
| Рік       | Оригінальна назва         | Назва українською      | Роль                    | Примітки         | Канал   |
| --------- | ------------------------- | ---------------------- | ----------------------- | ---------------- | ------- |
| 2013      | Güneşi Beklerken          | В очікуванні сонця     | Kerem Sayer/Güneş Sayer | Головна роль     | Канал D |
| 2014      | Ulan İstanbul             | Улан-Стамбул           | Yiğit Kılıç             | Запрошений гість | Канал D |
| 2014-2015 | Şeref Meselesi            | Справа честі           | Yiğit Kılıç             | Головна роль     | Канал D |
| 2017      | Bu Şehir Arkandan Gelecek | Це місто піде за тобою | Ali Smith               | Головна роль     | atv     |
| 2018-2019 | Muhteşem İkili            | Чудова двійка          | Mustafa Kerim Can / MKC | Головна роль     | Канал D |
| 2020      | Sen Çal Kapımı            | Постукайся в мої двері | Serkan Bolat            | Головна роль     | FOX     |
| 2023      | Ya Çok Seversen           | Якщо сильно полюбиш    | Ateş Arcalı             | Головна роль     | Канал D |

### Вебсеріали
| Рік       | Оригінальна назва | Назва українською | Роль   | Примітки     | Платформа |
| --------- | ----------------- | ----------------- | ------ | ------------ | --------- |
| 2018      | Yaşamayanlar      | Неживі            | Dmitry | Головна роль | BluTV     |
| 2020-2021 | Aynen Aynen       | Точно так само    | Deniz  | Головна роль | BluTV     |
| Незабаром | Bi Tuhaf Hikaye   | Дивна історія     |        | Головна роль |           |

### Реклама
| Рік       | Компанія/продукт     |
| --------- | -------------------- |
| 2013      | Line                 |
| 2014      | Lipton               |
| 2014      | Turkcell Superonline |
| 2015-2016 | Mavi                 |
| 2016-2017 | Nike                 |
| 2017      | Garanti BBVA         |
| 2018      | Nescafé              |
| 2019      | H&M                  |
| 2019      | Hublot               |
| 2020      | Under Armour         |
| 2020      | BMW                  |
| 2021-2022 | Lipton               |

## Нагороди
| Рік  | Премія                                               | Категорія                                          | У фільмі/серіалі          | Статус    |
| ---- | ---------------------------------------------------- | -------------------------------------------------- | ------------------------- | --------- |
| 2014 | 3. Ege Üniversitesi Medya Buluşması                  | Найкращий актор                                    | Güneşi Beklerken          | Перемога  |
| 2014 | Dilek Ödülleri                                       | Найкращий актор                                    | Güneşi Beklerken          | Перемога  |
| 2014 | 20.Altın objektif ödülleri                           | Найкращий перспективний актор                      | Güneşi Beklerken          | Перемога  |
| 2014 | 3.Kristalfare Medya ödülleri                         | Найкращий актор                                    | Güneşi Beklerken          | Перемога  |
| 2014 | Ege Üniversitesi Ödülleri                            | Найкращий актор                                    | Güneşi Beklerken          | Перемога  |
| 2014 | Ayaklı Gazete 5. Yılın Yıldızları Ödülleri           | Найкращий актор у молодіжному серіалі              | Güneşi Beklerken          | Перемога  |
| 2014 | 14. Yılın Yıldızları Ödülleri                        | Найулюбленіший кіноактор-чоловік                   | Unutursam Fısılda         | Перемога  |
| 2014 | GQ Türkiye                                           | Нова зірка року                                    |                           | Перемога  |
| 2015 | 22. İTÜ Başarı Ödülleri                              | Найуспішніший чоловік                              | Unutursam Fısılda         | Перемога  |
| 2015 | GSÜ EN Ödülleri                                      | 2014: Найкраща чоловіча роль у телесеріалі/кіно    | Şeref Meselesi            | Перемога  |
| 2017 | Uluslararası Seul Drama Ödülleri                     | Найкращий актор                                    | Bu Şehir Arkandan Gelecek | Перемога  |
| 2021 | Yıldız Teknik Üniversitesi Yılın Yıldızları Ödülleri | Найулюбленіший чоловічий серіал / кіноактор        | Постукайся в мої двері    | Перемога  |
| 2021 | 1. Sinemaport Ödülleri                               | Найкраща чоловіча роль у серіалі                   | Постукайся в мої двері    | Перемога  |
| 2021 | Öğrencilere Sorduk Proje Ödülleri                    | Найкращий дует з Ханде Ерчел                       | Постукайся в мої двері    | Перемога  |
| 2021 | Golden Wings Dijital İçerik Ödülleri                 | Найкращий актор року                               | Постукайся в мої двері    | Перемога  |
| 2021 | Güzel Awards                                         | Найкраща пара телесеріалу                          | Постукайся в мої двері    | Перемога  |
| 2021 | Güzel Awards                                         | Найкращий актор                                    | Постукайся в мої двері    | Перемога  |
| 2021 | Produ Ödülleri                                       | Найкраща чоловіча роль іноземною мовою             | Постукайся в мої двері    | Номінація |
| 2021 | 10. KTÜ Medya Ödülleri                               | Найкраща пара телесеріалу (Hande & Kerem)          | Постукайся в мої двері    | Перемога  |
| 2021 | İstanbul Üniversitesi 7. Altın 61 Ödülleri           | Найкраща пара телесеріалу (Hande & Kerem)          | Постукайся в мої двері    | Перемога  |
| 2021 | 9. Ayaklı Gazete Ödülleri                            | Найкраща пара телесеріалу (Hande & Kerem)          | Постукайся в мої двері    | Перемога  |
| 2021 | 9. Ayaklı Gazete Ödülleri                            | Найкращий актор романтичної комедії                | Постукайся в мої двері    | Перемога  |
| 2021 | 47. Премія «Золотий метелик»                         | Найкраща пара телесеріалу (Hande & Kerem)          | Постукайся в мої двері    | Перемога  |
| 2021 | 47. Премія «Золотий метелик»                         | Найкращий актор у романтичному комедійному серіалі | Постукайся в мої двері    | Номінація |
| 2021 | 47. Премія «Золотий метелик»                         | Найкраща чоловіча роль у комедійному серіалі       | Aynen Aynen               | Номінація |
| 2022 | 7. Türkiye Gençlik Ödülleri                          | Найкраща чоловіча роль у серіалі                   | Постукайся в мої двері    | Перемога  |
| 2022 | 7. Türkiye Gençlik Ödülleri                          | Найкраща пара телесеріалу (Hande & Kerem)          | Постукайся в мої двері    | Номінація |
| 2022 | Produ Ödülleri                                       | Найкраща чоловіча роль іноземною мовою             | Постукайся в мої двері    | Перемога  |